# رابرت ال. فوروارد
رابرت ال فوروارد (انگلیسی: Robert L. Forward؛ زاده ۱۵ اوت ۱۹۳۲ درگذشته ۲۱ سپتامبر ۲۰۰۲) فیزیکدان اهل ایالات متحده آمریکا بود.